# Vertikale Durchlässigkeit
Vertikale Durchlässigkeit (auch Vertikale Mobilität) ist eine Form der Sozialen Mobilität und bezeichnet in der Soziologie die Möglichkeit zum Auf- oder Abstieg bezogen auf eine gedachte Ordnung von sozialer Klasse oder sozialer Schichtung. 
Ein Beispiel für mangelnde vertikale Durchlässigkeit beziehungsweise die Abgrenzung gesellschaftlicher Gruppen, ist das Kastenwesen in Indien.
Der Begriff "Gläserne Decke" bezeichnet eine Aufstiegsbarriere für Angehörige von weniger privilegierten Teilen der Gesellschaft.